# 小行星4641
小行星4641（4641 Ayako）是一颗绕太阳运转的小行星，为主小行星带小行星。该小行星于1990年8月19日发现。

## 轨道参数
小行星4641的轨道半长轴为327 406 526 km，2.1885463 UA，离心率为0.171。